# Webb Seymour, 10:e hertig av Somerset
Webb Seymour, 10:e hertig av Somerset, född den 3 december 1718 i Easton, Wiltshire, död den 15 december 1793 på Bradley House, Maiden Bradley, Wiltshire, var en engelsk ädling. Han var son till Edward Seymour, 8:e hertig av Somerset och Mary Webb.
Seymour ärvde hertigtiteln efter sin bror 1792. År 1769 hade han gift sig i London med Mary Ann Bonnell (död 1802). De fick fyra söner, däribland:
- Edward St. Maur, 11:e hertig av Somerset (1775–1855)